# 32121 Joshuazhou
32121 Joshuazhou è un asteroide della fascia principale. Scoperto nel 2000, presenta un'orbita caratterizzata da un semiasse maggiore pari a 2,3395980 UA e da un'eccentricità di 0,0662172, inclinata di 3,57181° rispetto all'eclittica.